# John Palmer
John Palmer es un personaje ficticio de la serie de televisión australiana Home and Away, interpretado por el actor Shane Withington desde el 27 de marzo de 2009 hasta la fecha.

## Biografía
John es padre de Shandi Ayres y padrastro de Trey Palmer. 
John y Gina Austin se conocieron cuando John, como representante del Club de Surf, fue a hablar a la escuela. Al inicio Gina estaba sorprendida y fue hostil con él, pero esto fue cambiando cuando John utilizó su sentido del humor para congeniar con ella y poco después comenzaron a salir.
Aunque al inicio querían ocultar la relación, Xavier Austin (el hijo menor de Gina) los descubrió juntos y ocasionó que se peleara con su madre y amenazara a John para que se alejara de ella. Sin embargo, todo esto resultó en que Gina se enfureciera y lo echara de la casa.
En 2010 John se enteró de que tenía una hija llamada Shandi con su exesposa Sherri Ayres. Shandi llega a Summer Bay buscándolo después de haber escuchado mucho acerca de él por su madre, aunque nada positivo. Sherri y John se separaron en malos términos después de que John se uniera a la marina, a la que Sherri llamaba "La Máquina de Guerra del Gobierno". Más tarde John y Gina terminan; sin embargo, con la ayuda de Xavier, John logra ganarse de nuevo a Gina y la pareja regresa.
A finales de noviembre durante la boda de Bianca Scott con Vittorio Seca, Bianca decide no casarse con él al darse cuenta de que seguía amando a Liam, poco después Bianca y Liam huyen de la iglesia y Gina decide pedirle matrimonio a John y él acepta. Antes de ir al altar John le pide a Xavier que sea su padrino de bodas y poco después la pareja se casa.
En abril de 2013 John quedó devastado cuando Gina murió mientras se encontraba conduciendo.